# Robert Rabbat
Robert Rabbat (ur. 14 lutego 1960 w Bejrucie) – libański duchowny melchicki, obecnie pracujący w Australii, od 2011 biskup eparchii św. Michała w Sydney i tym samym zwierzchnik Kościoła melchickiego w całej Australii i Oceanii. 

## Życiorys
Święcenia kapłańskie przyjął 22 grudnia 1994. Kilka miesięcy później wyjechał do Stanów Zjednoczonych i pracował duszpastersko w eparchii Newton. W 2005 mianowany rektorem tamtejszej katedry z tytułem archimandryty.
15 czerwca 2011 został mianowany melchickim eparchą Sydney. Sakry udzielił mu 16 września 2011 zwierzchnik Kościoła melchickiego, patriarcha Grzegorz III Laham.